# Operación Lezo
Operación Lezo es una causa judicial investigada en el Juzgado Central de Instrucción 6 de la Audiencia Nacional de España por el juez Manuel García-Castellón, centrada en un posible caso de corrupción política en la gestión de la empresa pública Canal de Isabel II. La causa trata de determinar si hubo desvío de fondos públicos que terminaron en las cuentas particulares de miembros del Partido Popular que ejercían en el gobierno de la Comunidad de Madrid.

## Etimología
La etimología se refiere al apellido del célebre almirante español –Blas de Lezo– que defendió en 1741 la plaza de Cartagena de Indias (Colombia), casualmente destino ocasional del protagonista de la causa, el expresidente de la Comunidad de Madrid Ignacio González.

## Cronología
En 2016 el Ministerio Fiscal solicitó la apertura de diligencias para indagar hechos relativos a la compra de Inassa (empresa latinoamericana de gestión de aguas) por empresas de la Comunidad de Madrid y un consorcio de inversores valencianos relacionados con la política y los negocios.
Las investigaciones subsiguientes incluyeron grabaciones autorizadas judicialmente de conversaciones, entre las que figuraban el expresidente de la Comunidad de Madrid Ignacio González con interlocutores como Eduardo Zaplana.
El 19 de abril de 2017 la Unidad Central Operativa al mando del coronel Manuel Sánchez Corbí llevó a cabo más de una decena de arrestos, entre ellos el del propio González. En la causa se personarían diversas entidades y partidos como Izquierda Unida, que solicitó citar al exministro de Trabajo y a la expresidenta madrileña Esperanza Aguirre.
Entre los imputados también destacada Francisco Díaz Latorre, director general de Servicios Jurídicos de la Federación Española de Municipios y Provincias. 
En febrero de 2018 compareció ante el juzgado el empresario Juan Miguel Villar Mir, quien volvió a ser llamado para el 21 de marzo tras ser practicada una pericial dactilográfica.
El 26 de abril de 2018 fue llamado  a declarar como investigado el expresidente de la Comunidad de Madrid, Alberto Ruiz-Gallardón. En mayo de 2019, el magistrado instructor de este procedimiento, Manuel García Castellón, decidió archivar de manera provisional la investigación por malversación de caudales públicos contra Ruiz-Gallardón.